# 加韦因施塔尔
加韦因施塔尔是奥地利下奥地利州米斯特尔巴赫县的一个市镇。总面积51.6平方公里，总人口3681人，人口密度71.3人/平方公里（2005年）。